# Ron Carey (Gewerkschafter)
Ron Carey (* 22. März 1936 in New York City; † 12. Dezember 2008 ebenda) war ein US-amerikanischer Gewerkschafter und von 1991 bis 1999 Präsident der International Brotherhood of Teamsters.
Ron Carey war der erste Präsident der „Teamsters“, der von seinen Mitgliedern in geheimer Abstimmung 1991 gewählt wurde. Auch die Wiederwahl 1996 gelang ihm, obwohl er gegen James P. Hoffa – den Sohn von Jimmy Hoffa – antreten musste.
Er galt als Hoffnungskandidat, der die unrühmliche Kette seiner Vorgänger durchbrechen sollte, und führte 1997 die Gewerkschaft in einen erfolgreichen 15-Tage-Streik gegen UPS.
Aber auch Ron Carey wurde von der Justiz eingeholt: Auf Grund von Unstimmigkeiten („Teamstergate“) musste Carey von seinem Amt zurücktreten und durfte auch nicht an der Neuwahl teilnehmen; die Vorwürfe bezogen sich auf Gewerkschaftsgelder, die offensichtlich für seinen Wahlkampf verwendet worden waren.
Ähnliche Vorwürfe standen zwar auch gegen seinen Nachfolger James P. Hoffa im Raum, der am 19. März 1999 das Präsidentenamt antrat, aber diese Vorwürfe wurden offensichtlich als weniger relevant eingestuft.
Ron Carey hatte immer sein Nichtwissen um die Vorgänge beteuert und wurde am 12. Oktober 2001 freigesprochen.